# IC 256
IC 256 ist eine elliptische Galaxie vom Hubble-Typ E/S0 im Sternbild Perseus am Nordsternhimmel. Sie ist schätzungsweise 397 Millionen Lichtjahre von der Milchstraße entfernt. Neuste Untersuchungen legen Nahe, dass es sich bei der beobachteten Galaxie um PGC 10729 handelt.
Das Objekt wurde am 6. September 1888 vom US-amerikanischen Astronomen Lewis A. Swift entdeckt.